# آدریانو پیمنتا
آدریانو پیمنتا (به پرتغالی: Adriano Faria Pimenta) هافبک اهل برزیل است که در شهر گویانیا و در تاریخ ۱۴ نوامبر ۱۹۸۲ به دنیا آمده‌است.
آدریانو پیمنتا در تیم‌های فوتبال Guarani FC سابقهٔ حضور دارد.